# Rouffiac (Charente)
Rouffiac is een gemeente in het Franse departement Charente (regio Nouvelle-Aquitaine) en telt 114 inwoners (2009). De plaats maakt deel uit van het arrondissement Angoulême.

## Geografie
De oppervlakte van Rouffiac bedraagt 9,6 km², de bevolkingsdichtheid is dus 11,9 inwoners per km².
De onderstaande kaart toont de ligging van Rouffiac (Charente) met de belangrijkste infrastructuur en aangrenzende gemeenten.

## Demografie
Onderstaande figuur toont het verloop van het inwonertal (bron: INSEE-tellingen).